# Eternal City: Toshi Tenso Keikaku
Eternal City: Toshi Tenso Keikaku (エターナルシティ都市転送計画) est un jeu vidéo de type metroidvania.
On se démène dans un gigantesque labyrinthe afin de d'obtenir de capacités et de droits de passage permettant d'accéder aux zones suivantes.

## Développement
Le Mécha, ainsi que la conception de personnages, ont été réalisés par Masamune Shirow (Appleseed, Ghost in the Shell...).

## Produit dérivé
Il est possible de retrouver certaines illustrations faites pour ce jeu dans l'artbook "INTRON DEPOT 1" de Shiro Masamune.